# Condado de Wayne (Ohio)
O Condado de Wayne é um dos 88 condados do estado americano de Ohio. A sede do condado é Wooster, e sua maior cidade é Wooster. O condado possui uma área de 1 441 km² (dos quais 2 km² estão cobertos por água), uma população de 111 564 habitantes, e uma densidade populacional de 78 hab/km² (segundo o censo nacional de 2000). O condado foi fundado em 1812.